# Козина (Чортківський район)

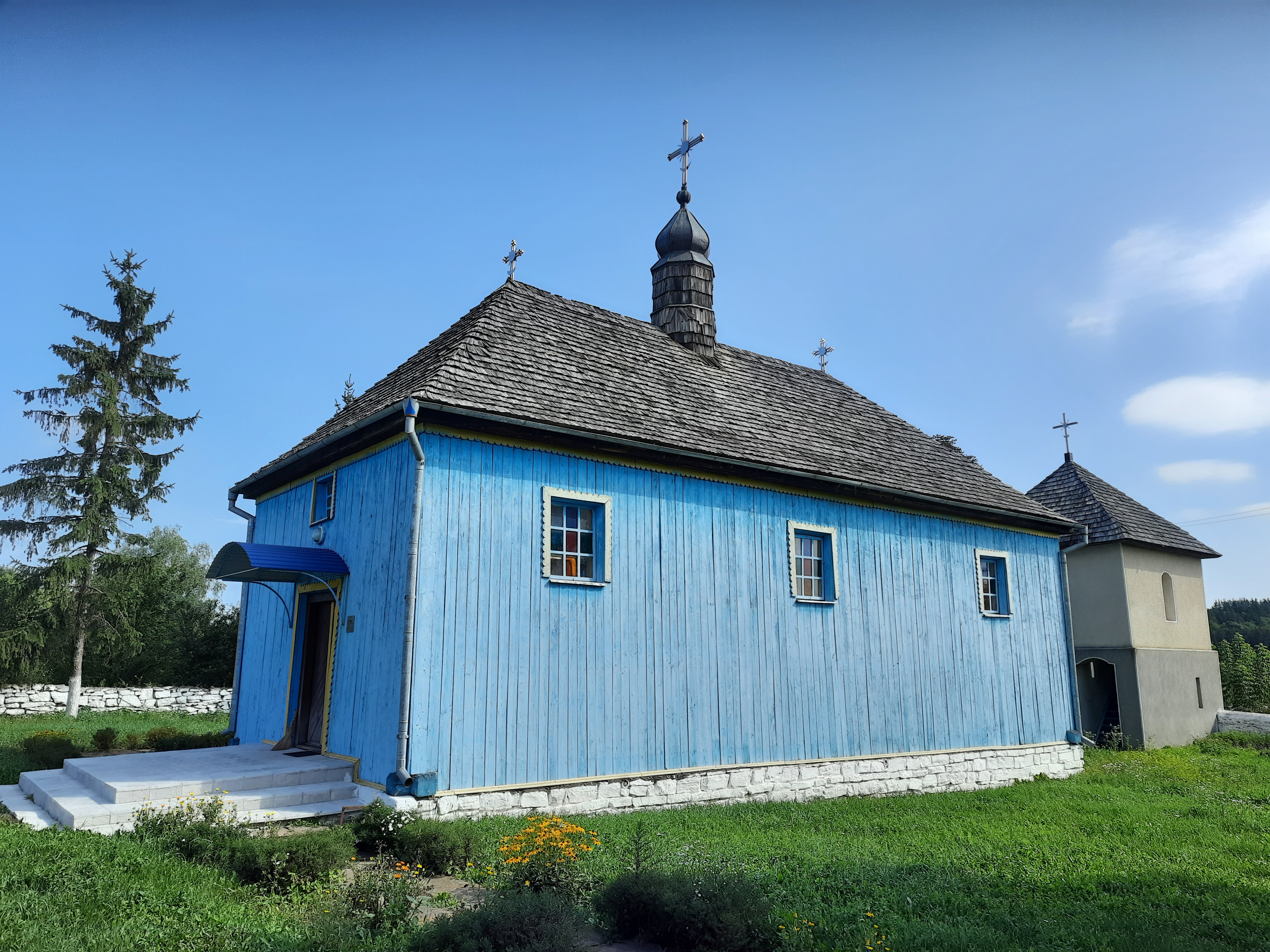
Церква Святої Великомучениці Параскеви

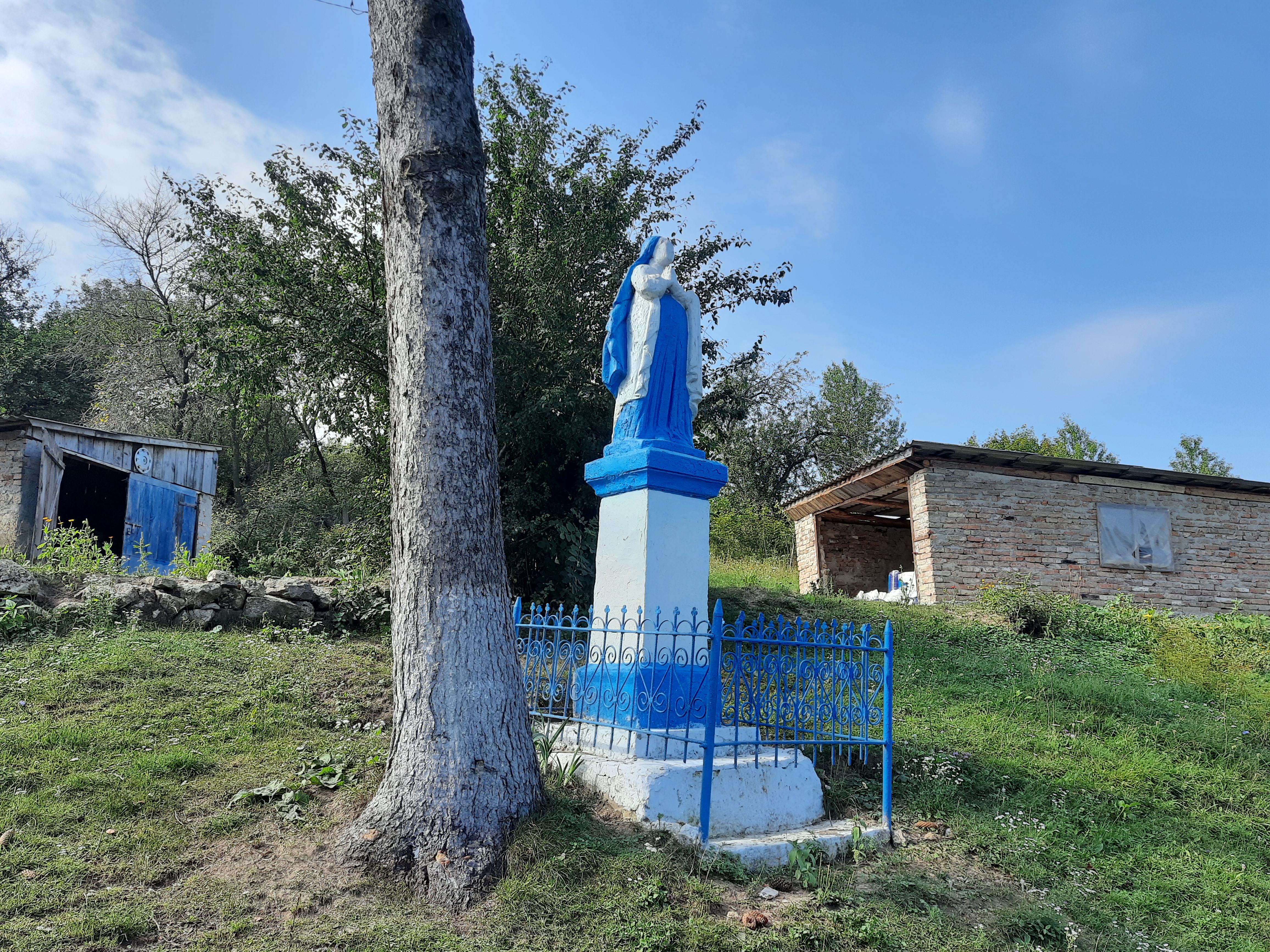
Скульптура Божої Матері (вагітної)

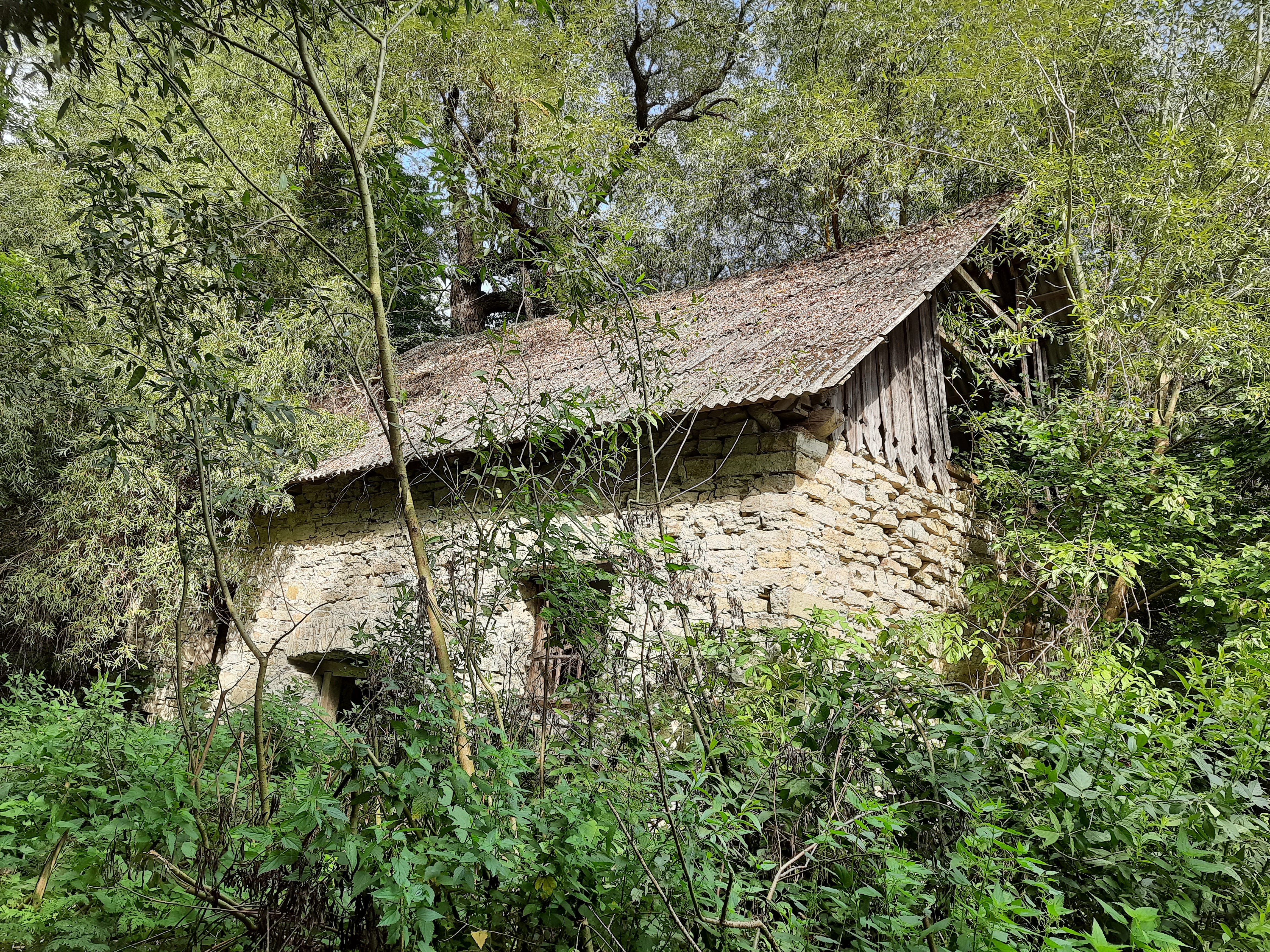
Старий водяний млин на річці Збруч

Ко́зина — село в Україні, у Гримайлівській селищній громаді Чортківського району Тернопільської області. Розташоване на річці Збруч, на північному сході району. До 2020 підпорядковане Красненській сільраді. До Козини приєднано хутір Білка.

## Географія

### Розташування
Розташоване на правому березі р. Збруч (ліва притока р. Дністер) та лівому березі р. Брідок (права притока р. Збруч, басейн р. Дністер), за 40 км від районного центру і 31 км від найближчої залізничної станції Скалат. За 7 км на захід від села проліг автошлях Сатанів–Галич, від якого у с. Красне відгалужена дорога з твердим покриттям до даного поселення.
Територія — 1,09 км² Дворів — 86 (2014).

### Місцевості
- Білка — хутір, від 1958 р. належить до с. Козина; нині його вулиця Білка за 1,5 км на південний захід від села. Розташований на правому березі р. Збруч (ліва притока р. Дністер). За 1 км на північ від хутора пролягає ґрунтова дорога Козина–Волиця.

Відомий із 1457 р. як поселення Теребовлянського староства тодішнього Руського воєводства Польського королівства. Прикордонний населений пункт: від 1772 р. між імперіями Габсбурґів і Романових (Тернопільського циркулу, від 1863 р. — Скалатського повіту); в 1921—1939 рр. між Польщею і Радянською Україною (Скалатського повіту Тернопільського воєводства). У березні 1949 р. на хуторі було 36 дворів, 125 мешканців. У 1950 р. влада надала Білці статус села з підпорядкуванням Козинській сільській раді. У лютому 1952 р. в селі — 44 двори, 120 осіб.
На північному та південному заході від Білки ростуть ліси, що належать до державного заповідника «Медобори».

## Топоніміка
Назва походить, імовірно, від слова «коза». За леґендою, у давнину дід Микита поселився першим на широких лугах заплави Збруча і почав випасати тут свої кози; за іншою версією, у цій місцевості водилося багато диких кіз.

## Історія
Поблизу села виявлено археологічні пам'ятки трипільської культури. Побутують перекази, що на території Козини було місто Тростянець, яке провалилося під землю «від погляду» місцевого князя на вродливу полонянку.
Село відоме від XVI століття. 
Під час Національно-визвольної революції українського народу середини 17 ст., військових дій у 1649 р. у Козині знищено 49 господарств.
У 1672—1699 — прикордонний населений пункт Польщі з Туреччиною.
Після 1-го поділу Речі Посполитої село від 1772 р. належало до Австрії (Тернопільський циркул). Протягом 1863—1920 — Скалатського повіту. На початку серпня 1914 р., під час 1-ї світової війни, з Козини на лівий берег Збруча переправивсь австрійський корпус ґенерал-майора Фрайраха.
У листопаді 1918 р. в Козині проголошено владу ЗУНР; восени 1920 р. встановлено польську владу. 
Протягом 1921—1939 рр. село — Скалатського повіту Тернопільського воєводства. Діяли філії «Просвіти» (1907—1939) та інших товариств, кооператива (господарська споживська спілка «Блеск»).
1 серпня 1934 року село увійшло до складу новоутвореної сільської гміни Красне Скалатського повіту.
Після 17 вересня 1939 р. в Козині встановлена радянська влада. Тут одним із перших на Гримайлівщині створено колгосп. Від січня 1940 р. до березня 1959 р. село — Гримайлівського району.
Від 7 липня 1941 р. до 23 березня 1944 р. — під нацистською окупацією. В роки німецько-радянської війни
у Червоній армії загинуло 28 чоловіків.
27 березня 1945 р. відбувся бій відділу українських повстанців (вони квартирували у селі) з підрозділом військ НКДБ, який оточив село, отримавши інформацію від місцевого сексота; після багатогодинної перестрілки повстанці зуміли увечері прорвати кільце оточення й відійти до лісу. Внаслідок бою загинуло два повстанці, вбито 17 червоноармійців; у селі згоріло 45 будинків. За участь у національно-визвольній боротьбі українського народу середини 20 ст. репресій зазнали близько 30 жителів села; було засуджено до 10 років ув'язнення 7 осіб (із них Федір Шведак (1902—1946) закатований у Норильському концтаборі), депортовано у Сибір 17 осіб (Кароліна Накальська (1918—1947), Варвара Пелехата (1911—1947), Ганна (1905—1945) і Параскевія (1880—1945) Шаравари, Степанія Шведак (1910—1947) та Павло Янішевський (1910—1945) померли на засланні); під час військових дій каральних радянських формувань із українськими повстанцями у квітні 1946 р. вбито Івана
Стецького (1914 р. н.). В УПА за волю України загинули: Михайло Накальський (1922—1948), Федір Підгородецький («Білий»; 1910—1944) й Антон Янишевський (1910—1944).
Від березня 1959 р. до грудня 1962 р. село належало до Скалатського району, до січня 1965 р. — Підволочиського району; до 2020 — Гусятинського району. В серпні 2011 р. завершено газифікацію села.
12 червня 2020 року, відповідно до розпорядження Кабінету Міністрів України № 724-р «Про визначення адміністративних центрів та затвердження територій територіальних громад Тернопільської області» увійшло до складу Гримайлівської селищної громади.
19 липня 2020 року, в результаті адміністративно-територіальної реформи та ліквідації Гусятинського району, село увійшло до складу новоутвореного Чортківського району.

## Символіка
Затверджена 23 жовтня 2020р. рішенням №1303 XLII сесії сільської ради VII скликання. Автори - В.М.Напиткін, С.В.Ткачов, К.М.Богатов. Герб є промовистим.

### Герб
Щит понижено хвилясто перетятий срібною нитяною балкою на зелене і синє; у першому полі золота коза, у другому три срібних риби, дві і одна. Щит вписаний в золотий декоративний картуш і увінчаний золотою сільською короною. Унизу картуша напис "КОЗИНА".
Коза – символ назви села; зелена частина – ліси Медоборів, лазурова частина з рибами – символ ріки Збруч.

### Прапор
Квадратне полотнище розділене хвилясто горизонтально на зелену, білу і синю смуги (38:3:19). На зеленій смузі до древка скаче жовта коза, на синій до древка пливе три білі риби, дві над одною.

## Політика

### Парламентські вибори, 2019
На позачергових парламентських виборах 2019 року у селі функціонувала окрема виборча дільниця № 610223, розташована у приміщенні фельдшерсько-акушерського пункту.
Результати
- зареєстровано 88 виборців, явка 60,23%, найбільше голосів віддано за «Слугу народу» і Всеукраїнське об'єднання «Батьківщина» — по 18,87%, за Всеукраїнське об'єднання «Свобода» — 15,09%.[4] В одномандатному окрузі найбільше голосів отримав Микола Люшняк (самовисування) — 31,37%, за Романа Василіцького (Об'єднання «Самопоміч») — 23,53%, за Володимира Бліхаря (Всеукраїнське об'єднання «Батьківщина») — 11,76%[5].

## Пам'ятки
Є церква святої великомучениці Параскеви (17 ст., дерев'яна; за переказами, храм набагато давніший, і його не раз відновлювали) з дзвіницею (16 ст., дерев'яна і перебудована на муровану) — зразки подільської школи дерев'яної архітектури і пам'ятки архітектури національного значення; будинок-садиба (1-ї пол. 20 ст., пам'ятка архітектури місцевого значення).

### Скульптура Матері Божої — вагітної
Виготовлена із каменю. Встановлена 1884 року.
Розміри: фігура — 1,35 м, постамент — 1,4 м.
Є однією із чотирьох унікальних фіґур в світі, на якій Богородиця зображена вагітною.

## Соціальна сфера
Нині діє фельдшерський пункт.

## Природа
На північ та південь від села ростуть ліси, що належать до державного заповідника «Медобори». За 1 км вище по течії Збруча є Мартинківське водосховище, на лівому березі (Хмельницька область) якого діють бази відпочинку.

## Відомі люди
У Козині народився господарник Анатолій Миськів (нар. 1963).